# Mausoleo di Ciano

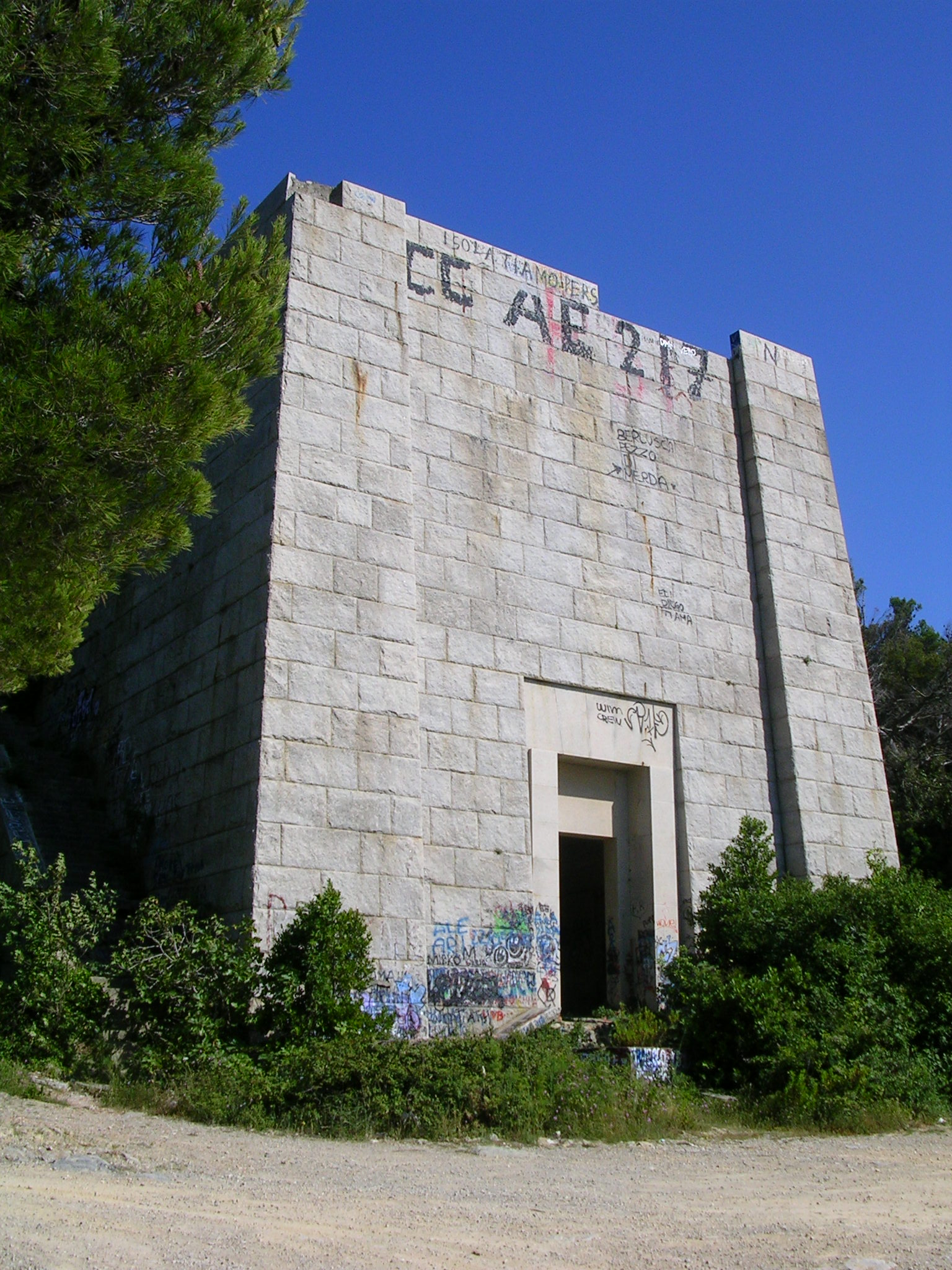
Il basamento del mausoleo

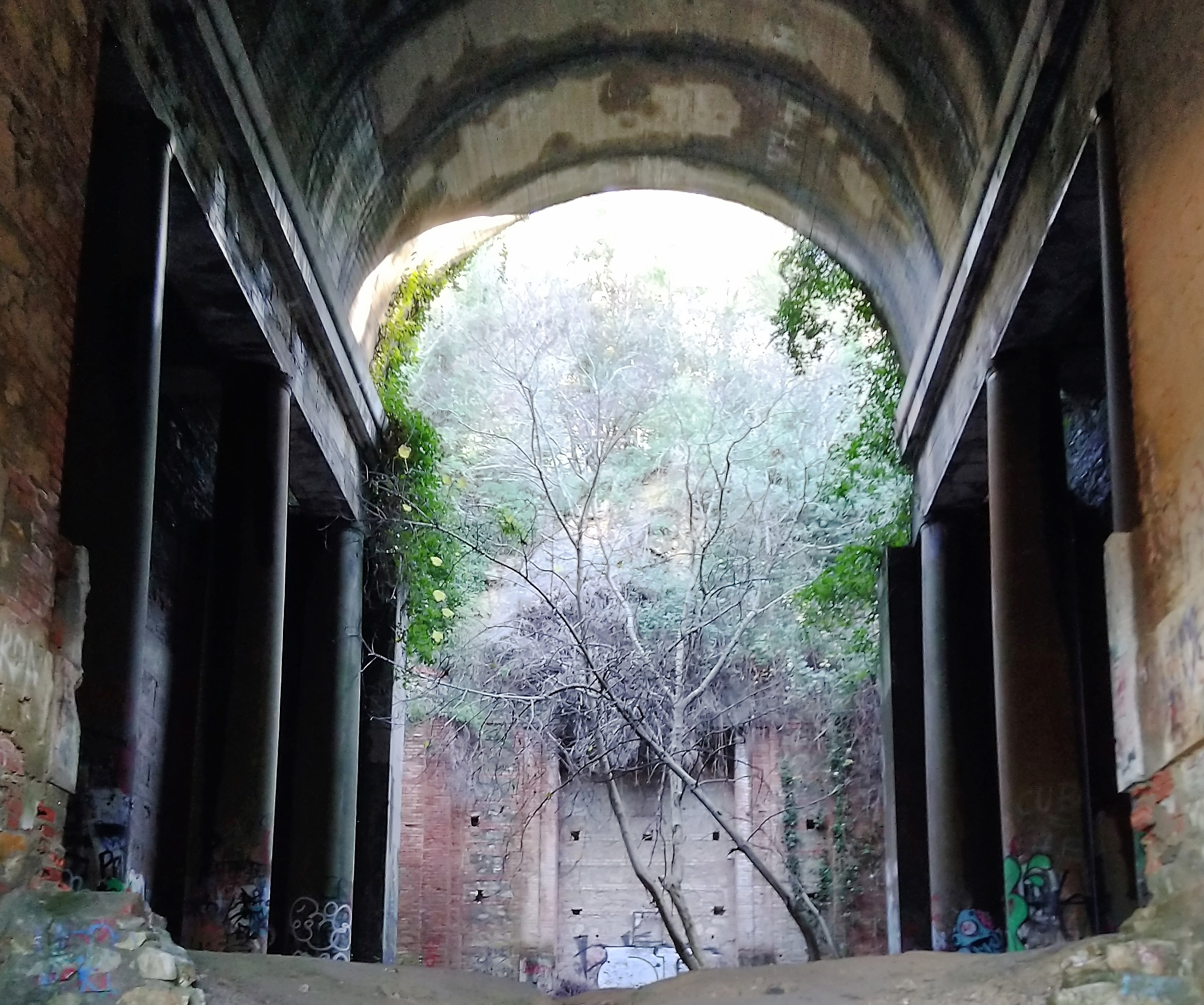
Foto dell'interno del Mausoleo nel 2020

Il mausoleo di Ciano si trova a Livorno, sulle colline alle spalle della città, in località Monteburrone, a breve distanza dal quartiere di Montenero.
È quanto resta di un imponente monumento che avrebbe dovuto ospitare la tomba del gerarca fascista Costanzo Ciano e della sua famiglia. La costruzione, iniziata nel 1939, non fu mai ultimata a causa dell'entrata in guerra dell'Italia e la successiva caduta del fascismo. Da allora è rimasta in stato di abbandono. 

## Storia
La costruzione del mausoleo ebbe inizio dopo la morte di Costanzo Ciano, avvenuta nel 1939.
Secondo il progetto, il monumento avrebbe dovuto essere costituito da un grande basamento sormontato da una statua, alta 12 metri, che lo rappresentava alla guida del suo "mas" ("motoscafo armato silurante"). Inoltre era prevista la costruzione di un colossale faro, a forma di fascio littorio, alto più di 50 metri.
Il mausoleo fu finanziato da una sottoscrizione pubblica aperta dal podestà di Livorno, che raccolse 100.000 lire dell'epoca. I lavori furono affidati allo scultore Arturo Dazzi per la parte statuaria, che a sua volta chiamò Gaetano Rapisardi per la parte architettonica.
Il 27 giugno 1940 Rapisardi trasmise  il progetto all’ingegnere capo del Genio Civile di Livorno, che il mese seguente presentò il progetto esecutivo.
La costruzione procedette rapidamente tanto che, nonostante lo scoppio della guerra, nei primi anni quaranta era già stato parzialmente realizzato il faro, che con la sua luce avrebbe dovuto ricordare lo spirito immortale di Ciano. L'inaugurazione fu fissata originariamente per il 28 ottobre 1942, in occasione del ventennale della marcia su Roma, ma fu poi procrastinata per due volte. Tuttavia, con la caduta del fascismo i lavori furono sospesi e del mausoleo rimase solo la forma di un massiccio torrione alto circa 17 metri, mentre il faro fu minato e abbattuto dai guastatori tedeschi.

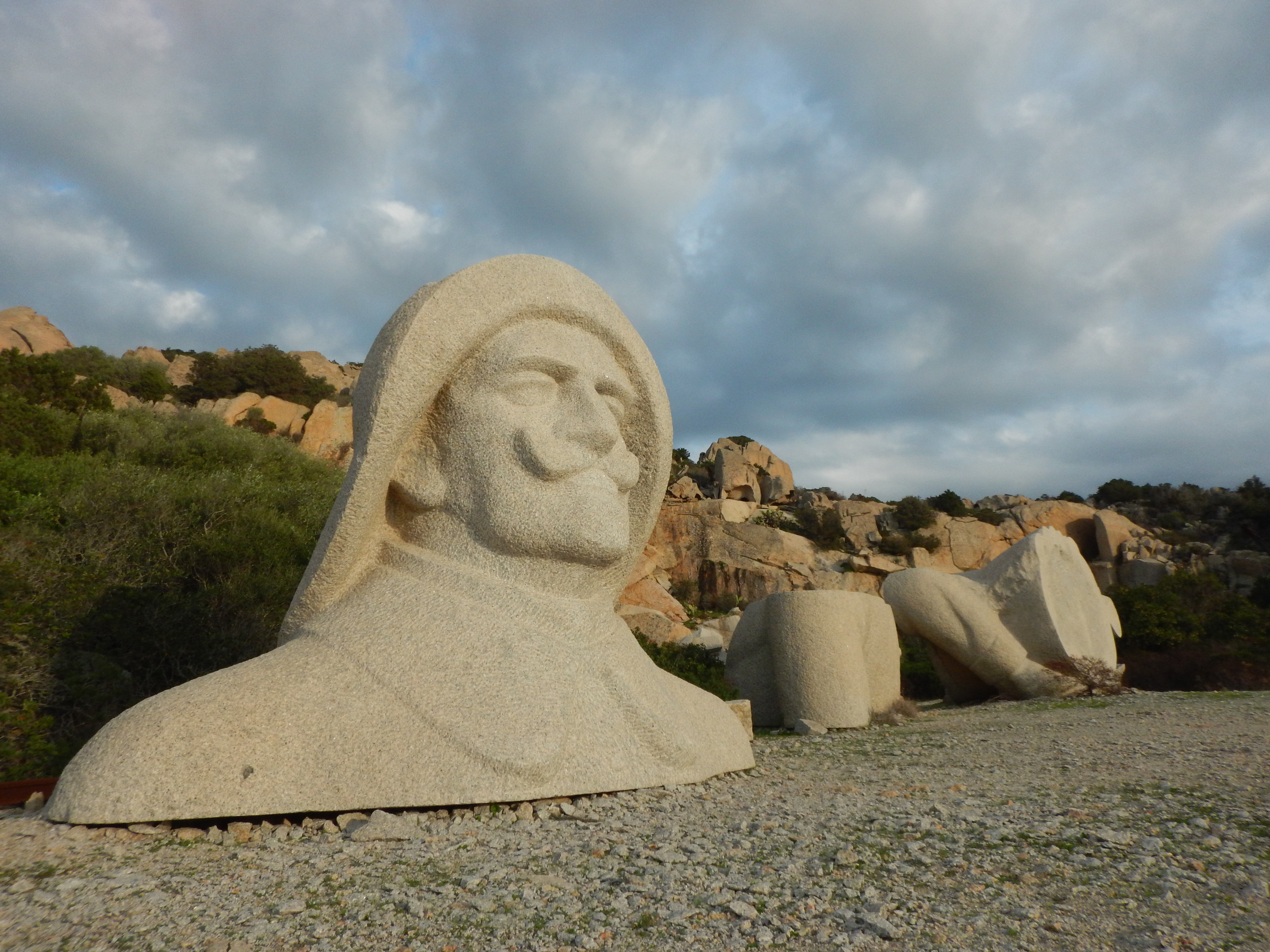
Busto della statua, Isola Santo Stefano

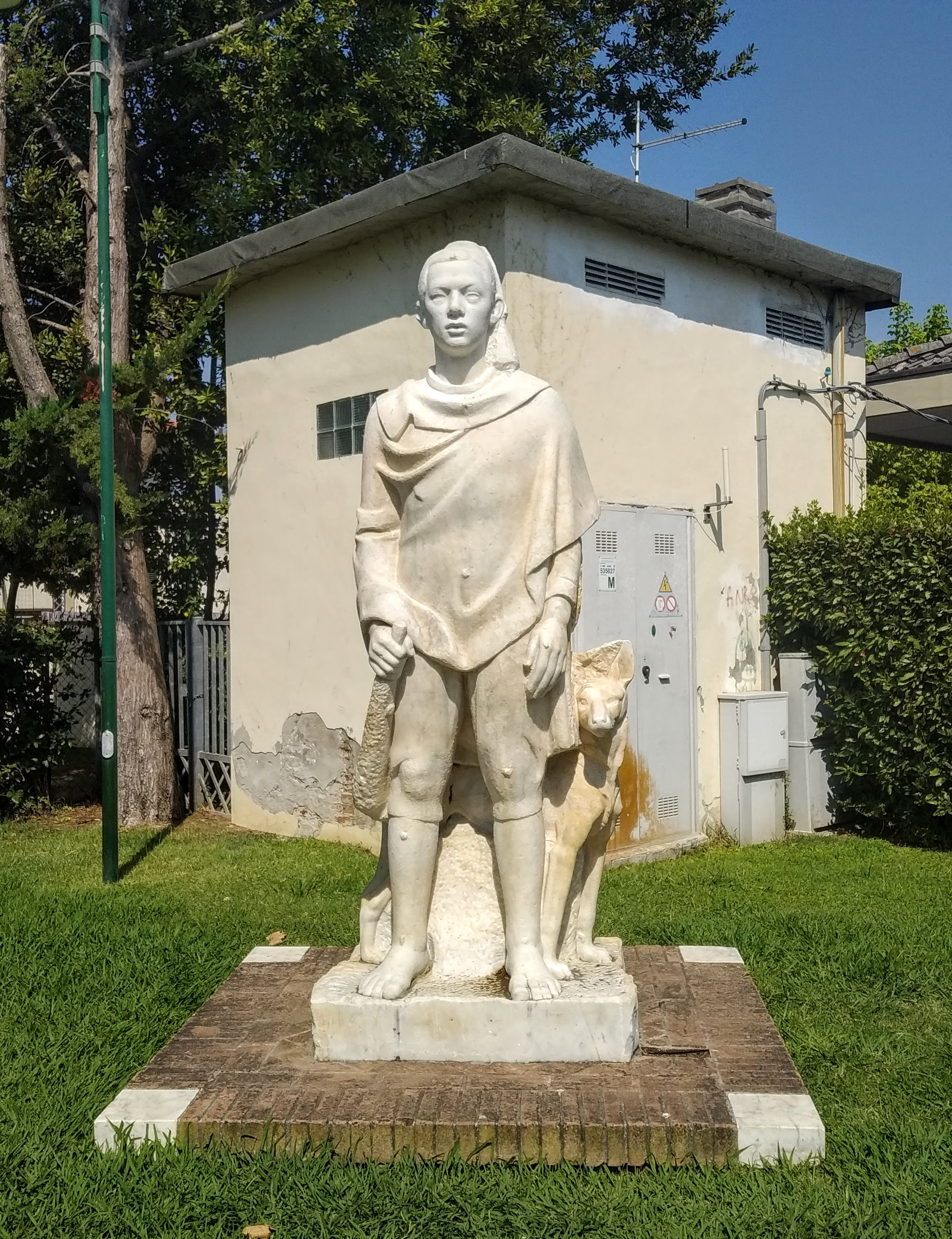
Statua del Balilla, situata a Forte dei Marmi

La statua di Ciano, incompleta, non fu mai posta in opera, ma giace ancora sull'isola Santo Stefano nell'arcipelago di La Maddalena, in Sardegna, presso la cava nella quale era in lavorazione al momento della sospensione del cantiere (in particolare restano la grande testa e parti del corpo). Altre tre statue minori, che avrebbero dovuto ornare l'opera, si trovano invece a Forte dei Marmi: due marinai sul lungomare ed un balilla in un piccolo parco all'incrocio fra via Piave e via Mascagni.
Il monumento fu lasciato in stato di abbandono, suscitando a cadenza regolare dibattiti e polemiche su cosa farne.
Il 22 aprile 1962 fu teatro di un tragico incidente in cui due cugini, Priamo Palmieri e Adriano Del Carlo, rispettivamente di 15 e 4 anni, volendo arrampicarsi in cima al mausoleo per godersi il panorama, persero l'equilibrio e morirono cadendo all'interno della struttura per circa 6 metri. La tragedia riaccese momentaneamente i riflettori sul monumento, ponendo nuovi interrogativi sul suo destino, ma nemmeno in quella occasione si arrivò a nulla. 
Numerosi sono state le proposte di progetti di riqualificazione dell'area (di proprietà privata, mentre il mausoleo è demaniale), ma le ipotesi di trasformare l'edificio in un albergo o integrarlo in una struttura cimiteriale per il quartiere di Montenero non sono mai stati approvati. Una proposta più recente, dell'ottobre 2015, avanzata provocatoriamente dal fumettista Daniele Caluri, riguardava invece la trasformazione del grosso e abbandonato blocco nel deposito di Paperon de' Paperoni. La proposta raccolse un certo successo, tra cui una petizione di 5000 firme, e fu appoggiata anche dal sindaco Filippo Nogarin, salvo poi essere abbandonata.  
Altri hanno suggerito il definitivo abbattimento del mausoleo.

## Descrizione

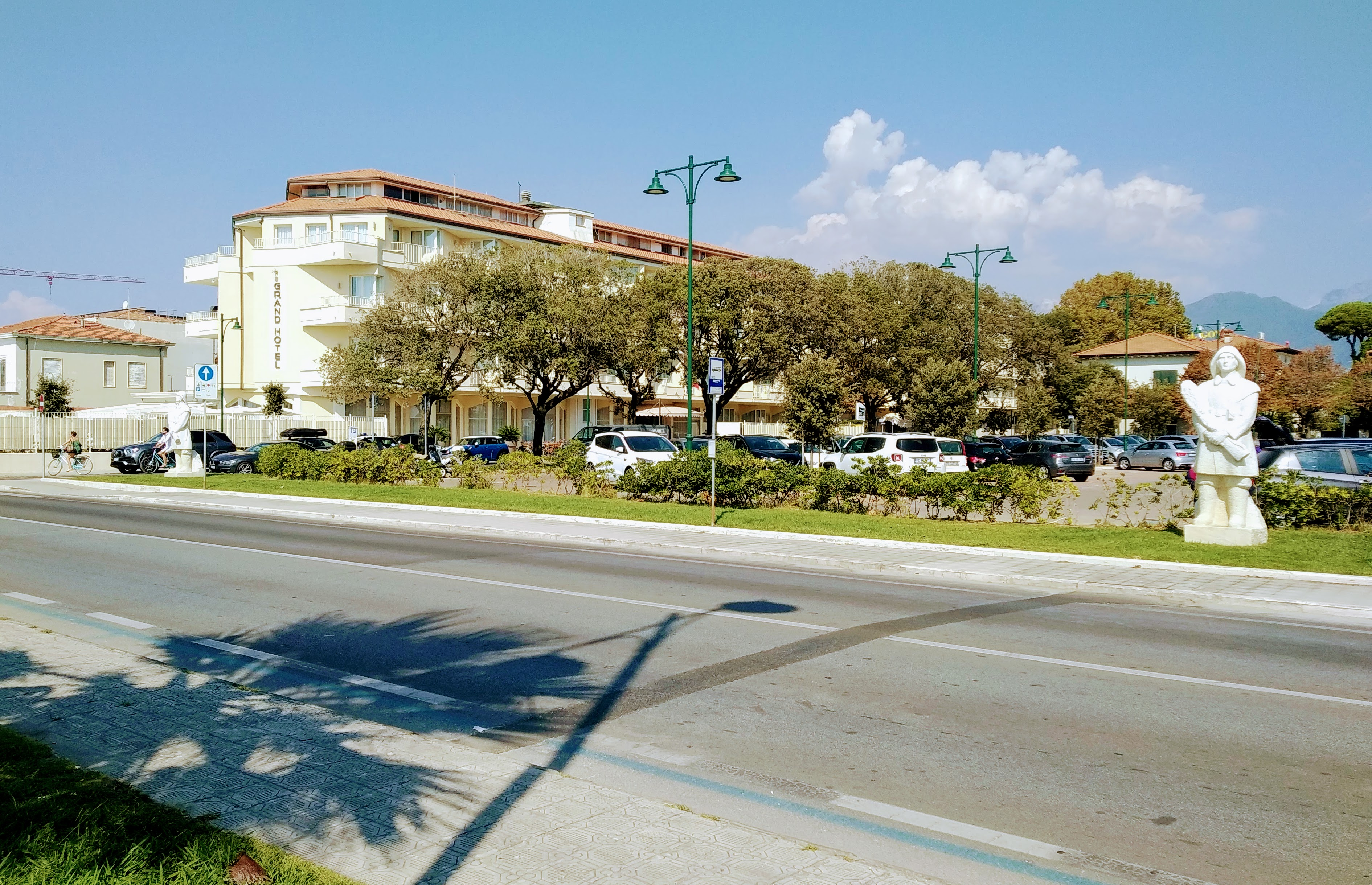
Le statue dei marinai sul lungomare di Forte dei Marmi

Ciò che resta del mausoleo è incentrato attorno ad una vasta sala voltata, delimitata da colonne d'impostazione classicheggiante, alla quale si accede mediante una severa apertura architravata; presso il corridoio d'ingresso si riconoscono inoltre i resti del vano scale e del pozzo per l'ascensore, che avrebbero dovuto condurre i visitatori alla sommità del basamento. La copertura, sopra la quale sarebbe stata innalzata la statua di Ciano, è anch'essa incompleta ed è costituita in parte dall'estradosso della volta sottostante.
Il monumento, abbandonato da oltre settant'anni e sottoposto a vandalismi, è saltuariamente utilizzato dalla Brigata Paracadutisti Folgore e dal Tuscania per esercitazioni di discesa con la corda. Della magnificenza cui aspiravano i progettisti, il mausoleo conserva solo il panorama su Livorno, sulle isole dell'arcipelago toscano (Capraia, Gorgona, Elba) e sulla Corsica.